# Gia Torchinava
George "Gia" Torchinava (ur. 6 lipca 1974) – holenderski zapaśnik walczący w stylu wolnym. Olimpijczyk z Sydney 2000, gdzie zajął ósme miejsce w wadze ciężkiej.
Szósty na mistrzostwach świata w 2001. Piąty na mistrzostwach Europy w 2000 roku.

## Turniej wSydney 2000
| Konkurencja      | Walki                        | Walki                | Klas. końcowa |
| Konkurencja      | Przeciwnik I                 | Przeciwnik II        | Miejsce       |
| ---------------- | ---------------------------- | -------------------- | ------------- |
| 97 kg styl wolny | Aftandil Ksantopulos (GRE) P | Victor Kodei (NGA) Z | 8.            |